# Beñat Olea
Beñat Olea Irureta (Legazpia, 1987) es un diseñador gráfico e ilustrador español. También es influencer y difusor del euskera en redes sociales.

## Carrera
De pequeño le gustaban los cómics, las animaciones japonesas y los géneros de terror. Tras licenciarse en Bellas Artes por la Universidad del País Vasco, se trasladó a Barcelona para especializarse en ilustración y satisfacer sus necesidades creativas dibujando cuentos, portadas de revistas, cómics y videojuegos.
Posee estudios de postgrado en ilustración y cómic en Elisava Facultad de Diseño e Ingeniería de Barcelona.
Es artista 2D, diseñador gráfico y dibujante de cómics. También ha trabajado como modelo erótico y como actor en el cortometraje Because You're Mine.
Combina su pasión por los cómics con el diseño artístico para videojuegos en colaboración con Crystalizer Games.
Es miembro de la Asociación Internacional de Artistas Hysterical Minds desde 2011.
En 2023 publicó su primer cómic, Eki en las nubes, de temática LGBTIQ+ que fue considerado una de las revelaciones del año.

## Obras
- Ajuar funerario. 2018. Cómic. Imágenes.
- Eki en las nubes. 2023. Cómic. Guión e imágenes.[10]
- Portada de Karma del grupo de música Elbereth. 2017